# Texas Star

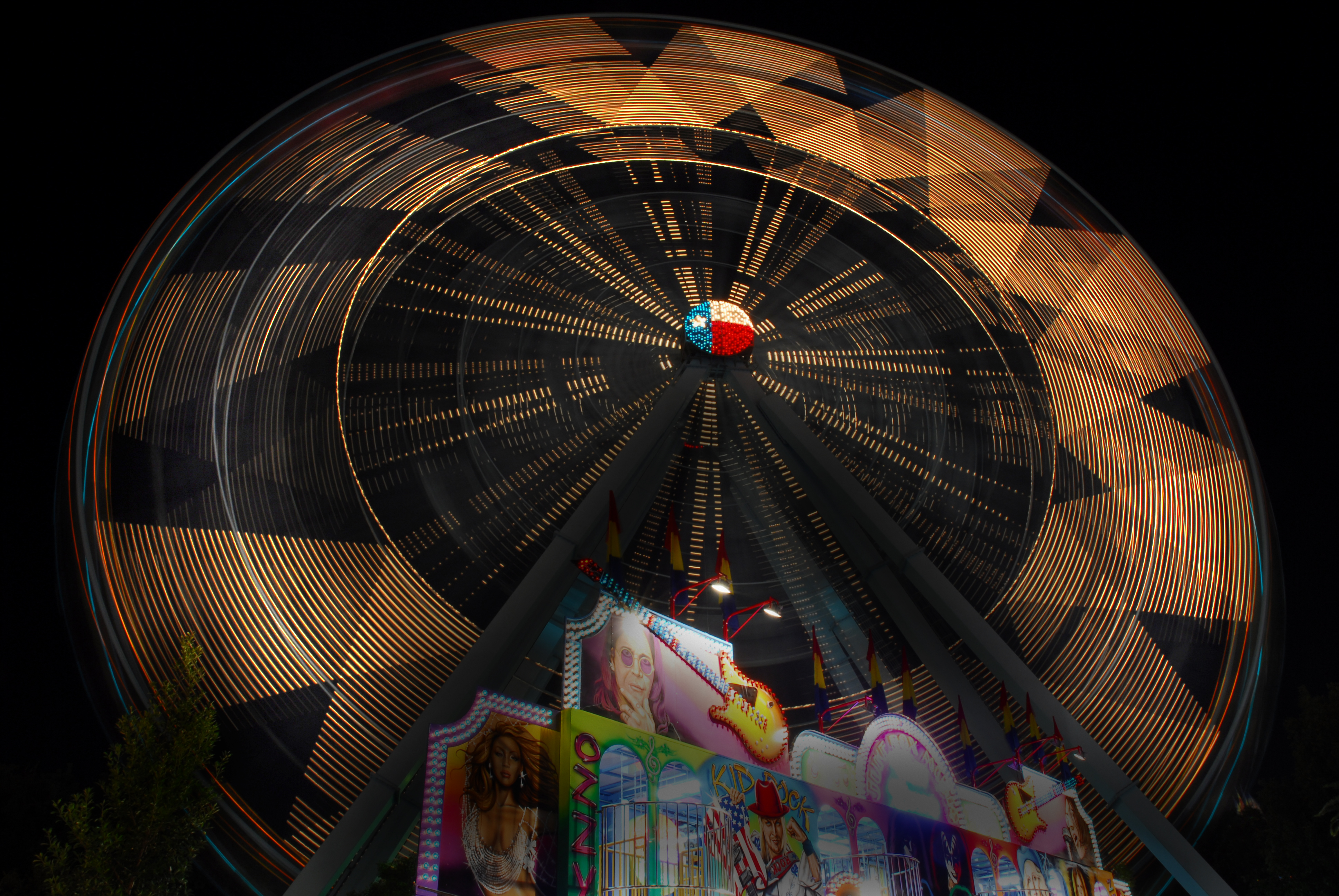
A kivilágított Texas Star éjjel

A Texas Star Észak-Amerika legnagyobb óriáskereke, mely a dallasi Fair Parkban található.
A 64,6 méter magas építmény 44 gondolája 264 utas befogadására képes. Percenként kb. másfél fordulatot tesz meg, egy menet 12-15 perces. Ez a legnépszerűbb szórakozás az évente megrendezésre kerülő State Fair of Texas rendezvényen. Tiszta időjárás mellett akár 40 mérföldre is ellátni a kerék fedélzetéről.
A Texas Star-t az SDC Corp. építette az olaszországi Reggio Emilia városban, tulajdonosai Barbara Brown és testvére, Mike Sandefur, építési költsége 2,2 millió dollár volt. Ezután Dallasba szállították 1985-ös megnyitójára a State Fair of Texas rendezvényre. A rendezvény idején, 1985 és 2007 között, a kereket éjszakánként 16 000 piros, fehér és kék izzó világította meg. 2008-ban a teljes kivilágítást lecserélték LED-es rendszerre.

## Fordítás
- Ez a szócikk részben vagy egészben  a   Texas Star című angol Wikipédia-szócikk ezen változatának fordításán alapul.  Az eredeti cikk szerkesztőit annak laptörténete sorolja fel. Ez a jelzés csupán a megfogalmazás eredetét és a szerzői jogokat jelzi, nem szolgál a cikkben szereplő információk forrásmegjelöléseként.

## Külső hivatkozások
- fairpark.org